# Mevlüt Çavuşoğlu
Mevlüt Çavuşoğlu (/'mεʋlyt t͡ʃaʋu'ʃɔːlu/) (Alanya, 5 febbraio 1968) è un politico turco.
È stato ministro per gli affari europei dal 26 dicembre 2013 al 29 agosto 2014 del Governo Erdoğan. Per due volte è stato ministro per gli affari esteri dal 23 novembre 2015 al 3 giugno 2023, dopo aver ricoperto lo stesso incarico dall'agosto 2014 all'agosto 2015 nel governo Davutoğlu.

## Biografia
"Mevlüt Çavuşoğlu è nato ad Alanya, nella provincia di Antalya, in Turchia. Si è laureato presso la Facoltà di Scienze Politiche dell'Università di Ankara nel 1988, dove ha studiato relazioni internazionali. Ha poi conseguito un master in economia presso la Long Island University nello Stato di New York, e ha studiato per il dottorato presso l'Università di Bilkent ad Ankara, in Turchia. È stato ricercatore presso la London School of Economics, dove è stato per un certo periodo presidente della Turkish Society."